# Oesch's die Dritten

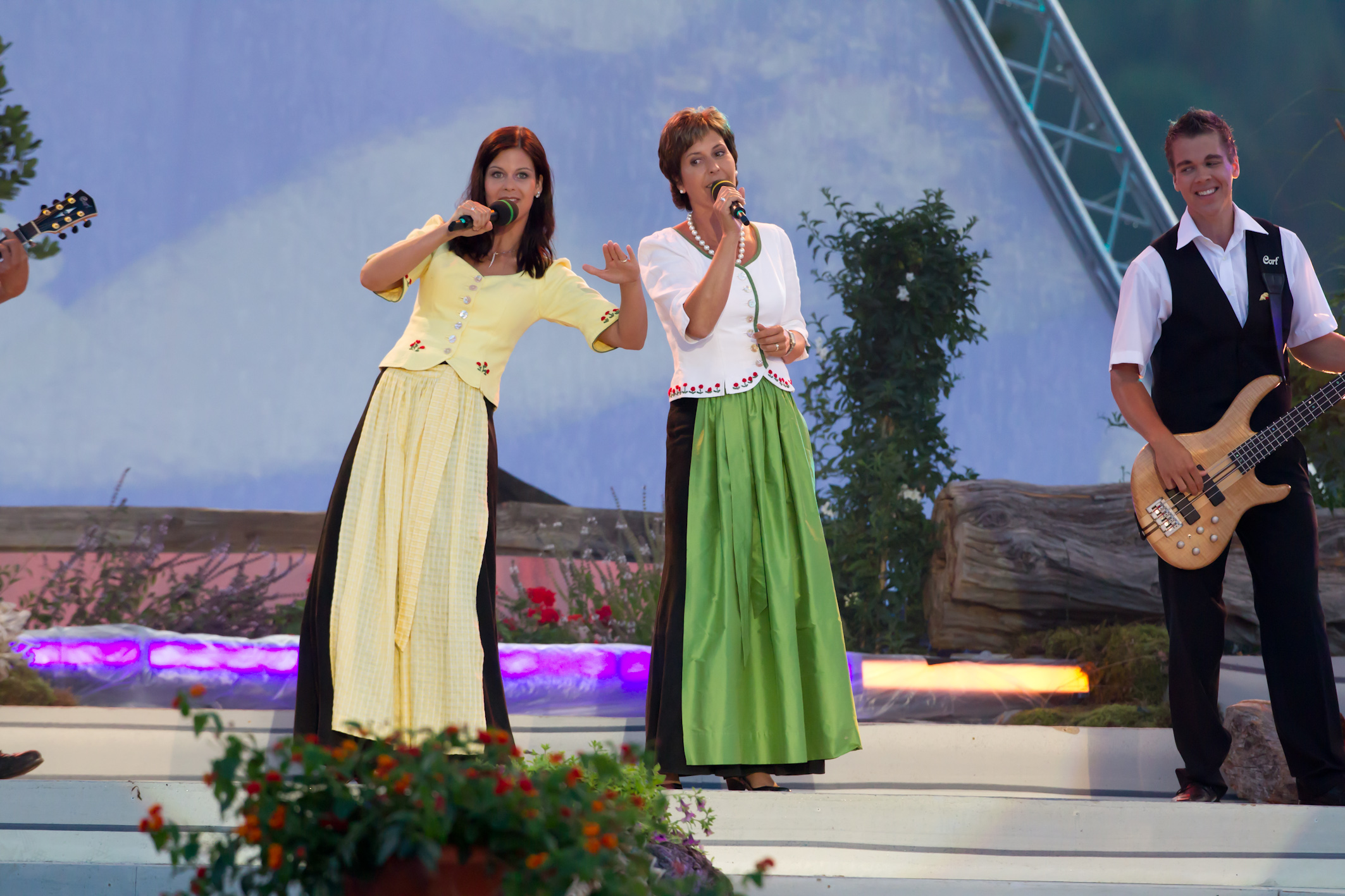
A cantora iodelei Melanie Oesch (esquerda),com sua mãe Anne-Marie e seu irmão Mike.

Oesch’s die Dritten é um grupo familiar de música folclórica Iodelei  do Oberland Bernês, Suiça.

## Membros
- Melanie Oesch (nascida em 14 de dezembro de 1987), vocalista líder e cantora de iodelei.
- Annemarie Oesch (nascida em 8 de fevereiro de 1963), cantora.
- Hansueli Oesch (nascido em 14 de julho de 1958), acordeão.
- Mike Oesch (nascido em 14 de janeiro de 1989), baixo elétrico.
- Kevin Oesch (nascido em 23 de outubro de 1990), guitarra acústica.
- Urs Meier (nascido em 14 de novembro de 1980), acordeão.

## Discografia

### Álbuns
| Ano  | Título                                                    | Melhor posição | Melhor posição | Melhor posição |
| Ano  | Título                                                    | SWI            | AUT            | GER            |
| ---- | --------------------------------------------------------- | -------------- | -------------- | -------------- |
| 1998 | Mit neuem Power (como Trio Oesch und Oesch’s die Dritten) | –              | –              | –              |
| 2003 | SMS – Schweizer–Music–Sowieso                             | –              | –              | –              |
| 2007 | Jodelzauber                                               | 22             | –              | –              |
| 2008 | Frech–frisch–jodlerisch                                   | 18             | 74             | –              |
| 2009 | Volksmusik ist international                              | 16             | –              | –              |
| 2009 | Winterpracht                                              | 63             | –              | –              |
| 2011 | Jodel-Time                                                | 24             | –              | –              |
| 2012 | Unser Regenbogen                                          | 22             | –              | –              |
| 2014 | Wurzeln und Flügel                                        | 6              | –              | –              |
| 2016 | Jodelzirkus                                               | 5              | –              | 80             |
| 2018 | Vätu's Wunschliste – Zum 60. Geburtstag                   | 3              | –              | –              |

Álbuns ao vivo
| Ano  | Título                        | Melhores posições |
| Ano  | Título                        | SWI               |
| ---- | ----------------------------- | ----------------- |
| 2013 | Live ... unsere grössten Hits | 32                |

### EPs
| Ano  | Título               | Melhores posições |
| Ano  | Título               | SWI               |
| ---- | -------------------- | ----------------- |
| 2012 | Die stille Zeit ruft | –                 |

### Singles
| Ano  | Título             | Melhores posições |
| Ano  | Título             | SWI               |
| ---- | ------------------ | ----------------- |
| 2007 | "Ku-Ku Jodel"      | 28                |
| 2008 | "Die Jodelsprache" | –                 |
| 2013 | "Da Da Muh!"       | –                 |
| 2015 | "Zirkusjodel"      | –                 |